# Foton Auman
Foton Auman — семейство средне- и крупнотоннажных грузовых автомобилей полной массой от 12 до 50 тонн китайской компании Beiqi Foton Motor Ltd и немецкой Daimler.

## Описание модели
Модельный ряд Foton Auman включает седельные тягачи, самосвалы, бортовые грузовики, шасси, а также широкий ряд специальных автомобилей, таких как лесовозы, бетононасосы и бетоносмесители. Автомобили предлагаются с колёсной формулой 4*2, 6*2, 6*4, 6*6 и 8*4.
Различают следующие модификации автомобилей: Auman VT, Auman ETX, Auman CTX/TX и Auman GTL/TL (совместная разработка с Daimler AG с 2010 года).
Автомобили Auman VT, Auman ETX и Auman CTX/TX, которые ещё называют Foton Auman Н3, получили кабину, похожую на Isuzu Giga или Forward, а автомобиль Auman GTL/TL (Foton Auman Н4) получил кабину, похожую на Mercedes-Benz Actros.
Автомобили могут комплектоваться 12-литровым рядным шестицилиндровым дизельным двигателем Mercedes-Benz OM457 (Евро-4, 5), двигателями Weichai, Cummins, Yuichai, Shanghai или Perkins Phaser мощностью от 150 до 490 л. с. и коробками передач Eaton или Shaanxi Fast Gear.
Осенью 2016 года на автосалоне IAA в Ганновере дебютировал Foton Auman EST, что расшифровывается «Energy Super Truck» (Foton Auman Н5), созданный в сотрудничестве с американским производителем Cummins и немецким Daimler. Грузовик комплектуется агрегатом гаммы Cummins ISG12. Для этого мотора предусмотрены три варианта производительности: 418, 450 и 470 л. с. Транспортное средство оснащается топливным баком объёмом 350 или 490 литров. Силовая установка базового варианта грузовика Foton Auman EST A комплектуется 16-ст. механической коробкой передач ZF 16S2230TD. Также для тягача предусмотрена 12-ст. автоматическая трансмиссия ZF TraXon 12TX2420TD. Буква «A» указывает на применение задней пневмоподвески (Air Suspension System).
В 2017 году Foton Auman ETX модернизировали, сменив переднюю часть, похожую на Auman EST.

### Украина
С 2007 года в Харькове налажена крупноузловая сборка модели Foton Auman под маркой Кобальт на ООО «Автосборочное предприятие „Кобальт“».

## Модификации

### Foton Auman VT
- Foton BJ 1163 — автомобиль грузоподъёмностью 12 тонн с дизельным двигателем 6D210-e3P, мощностью 210 л. с. при 2500 об/мин, крутящим моментом 740 Н*м при 1400—1600 об/мин, объёмом 6,7 л или Cummins ISDe мощностью 245 л. с. при 2500 об/мин, крутящим моментом 925 Н*м.

### Foton Auman TX
- Foton BJ 3253 — самосвал грузоподъёмностью 17 тонн с дизельным двигателем Wechai WD615.50 объёмом 9,7 л, мощностью 340 л. с. при 2200 об/мин, крутящим моментом 1350 Н*м при 1100—1600 об/мин.
- Foton BJ 4183 — седельный тягач с колёсной формулой 4*2 полной массой 42 тонны и дизельным двигателем Wechai WD618.42Q объёмом 11,6 л, мощностью 420 л. с. при 2200 об/мин, крутящим моментом 1600 Н*м при 1300—1600 об/мин.
- Foton BJ 4253 — седельный тягач с колёсной формулой 6х4 полной массой 49 тонн и дизельным двигателем Wechai WD618.42Q объёмом 11,6 л, мощностью 420 л. с. при 2200 об/мин, крутящим моментом 1600 Н*м при 1300—1600 об/мин.

### Foton Auman ЕTX
- Foton BJ 4251 — седельный тягач с колёсной формулой 6*4 и двигателем Cummins.

### Foton Auman GTL
- Foton BJ 4189 — седельный тягач с колёсной формулой 4*2 полной массой 65 тонн и дизельным двигателем Cummins ISGe3-430 объёмом 11,8 л, мощностью 430 л. с. при 1900 об/мин, крутящим моментом 2000 Н*м при 1000—1400 об/мин.
- Foton BJ 4259 — седельный тягач с колёсной формулой 6*4 полной массой 75 тонн и дизельным двигателем Cummins ISGe3-430 объёмом 11,8 л, мощностью 430 л. с. при 1900 об/мин, крутящим моментом 2000 Н*м при 1000—1400 об/мин.
- Foton BJ 5313 — автомобиль с колёсной формулой 6*4 грузоподъёмностью 30 тонн и дизельным двигателем Cummins ISME385-30 объёмом 10,8 л, мощностью 385 л. с. при 1900 об/мин, крутящим моментом 1835 Н*м при 1354 об/мин.

### Foton Auman EST
- Foton BJ 4189 — новый седельный тягач с колёсной формулой 4*2 и двигателем Cummins ISG 12e5 объёмом 11,8 л (Евро-5) мощностью 418, 450 или 470 л. с., представленный на выставке IAA 2016 года в Ганновере.
- Foton BJ 4269 — новый седельный тягач с колёсной формулой 6*4 и двигателем Cummins ISG 12e5 объёмом 11,8 л (Евро-5) мощностью 418, 430, 450 или 470 л. с.
- Foton BJ 3250 — самосвал с колёсной формулой 6*4.
- Foton BJ 3319 — самосвал с колёсной формулой 8*4.

### Foton Auman Galaxy
- Foton Galaxy 580G/660[2] — магистральный седельный тягач с колёсной формулой 4*2 и двигателем Cummins ISG 12e5 объёмом 12 л[3][4], мощностью 450 л. с. при 1800 об/мин и крутящим моментом 2200 Н*м[5][6]. Опционально устанавливается двигатель Cummins X 13NS объёмом 12,9 л (Евро-5/Евро-6)[7][8]. В Россию поставляется с 2023 года[9][10].